# 李廷鸞
李廷鸞（？—902年），唐末河东节度使李克用的儿子。李落落的兄弟，李存勖的哥哥。
唐昭宗天复二年（902年），李克用和宣武军节度使朱温作战，三月十二日，朱温部下氏叔琮、朱友宁进攻李嗣昭、周德威的营寨。周德威出战失败。氏叔琮、朱友宁率兵长驱追逐，生擒李廷鸾，河东军惊慌溃逃，朱全忠命令氏叔琮、朱友宁乘胜进攻河东，兵锋达到晋阳。在李嗣昭、李嗣源、周德威等人的坚守下，宣武汴军撤退。